# Handball-Bayernliga 1982/83
Die Handball-Bayernliga 1982/83 wurde unter dem Dach des „Bayerischen Handballverbandes“ (BHV) organisiert, sie ist die höchste Spielklasse des Landesverbandes Bayern und wurde hinter der Handball-Regionalliga als vierthöchste Spielklasse im deutschen Ligensystem eingestuft.

## Saisonverlauf
Die Handball-Bayernliga 1982/83 war die fünfundzwanzigste Ausspielung der Handball-Bayernligasaison. Bayerischer Meister sowie Aufsteiger in die Handball-Regionalliga Süd 1983/84 war der TSV 1860 Ansbach. Vizemeister ohne Aufstiegsrecht wurde der TSV München-Ost.

### Modus
Es wurde eine Hin- und Rückrunde gespielt. Nach Abschluss der daraus resultierenden 24 Spieltage stieg der „Bayerische Meister“ in die Regionalliga Süd auf, die Plätze zehn bis dreizehn mussten in die beiden Staffeln der Landesliga absteigen. Der Modus war für Männer und Frauen gleich.

## Teilnehmer und Platzierungen

Bereich des „Bayer. Handballverbandes“ (BHV)

Nicht mehr dabei waren die Auf- und Absteiger aus der Vorsaison. Neu dabei waren zwei Absteiger aus der Regionalliga (A) und drei Aufsteiger (N) aus den Landesligen. Im Verlaufe der Saison traten dreizehn Mannschaften in der Bayernliga an.

### Abschlusstabelle
|     | Mannschaft                 | Spiele | Punkte |
| --- | -------------------------- | ------ | ------ |
| 1.  | TSV 1860 Ansbach (A)       | 24     | 38:10  |
| 2.  | TSV München-Ost (N)        | 24     | 31:17  |
| 3.  | TuS Fürstenfeldbruck       | 24     | 31:17  |
| 4.  | ETSV 09 Landshut           | 24     | 31:17  |
| 5.  | ESV Ingolstadt-Ringsee (N) | 24     | 26:22  |
| 6.  | TSV 1846 Lohr              | 24     | 24:24  |
| 7.  | ASV 1863 Cham              | 24     | 23:25  |
| 8.  | TSV Aichach                | 24     | 23:25  |
| 9.  | Post SV Regensburg (A)     | 24     | 22:26  |
| 10. | TV 1848 Erlangen           | 24     | 21:27  |
| 11. | ASV Pegnitz                | 24     | 18:30  |
| 12. | BSV 1898 Bayreuth (N)      | 24     | 14:34  |
| 13. | TSV Gersthofen 1909        | 24     | 12:36  |

 Für die Bayernliga 1983/84 qualifiziert
 Absteiger in die Landesliga Bayern 1983/84

### Frauen
- Der TSV 1865 Dachau wurde Bayerischer Meister und hat sich für die Regionalliga Süd 1983/84 (2. Liga) der Frauen qualifiziert.